# Orbinia bioreti
Orbinia bioreti är en ringmaskart som först beskrevs av Fauvel 1919.  Orbinia bioreti ingår i släktet Orbinia och familjen Orbiniidae. Inga underarter finns listade i Catalogue of Life.